# Pepin Krótki
Pepin Krótki zwany też Pepinem Małym, Pepinem Młodszym i Pepinem III, fr. Pepin le Bref (ur. 714 prawdopodobnie w Jupille koło Liège, zm. 24 września 768 w Saint-Denis) – król Franków od roku 751, majordom Neustrii i Burgundii (741–751) oraz Austrazji (747–751); majordom Childeryka III, ostatniego króla Franków z dynastii Merowingów. Był synem Karola Młota i Chrotrudy (Rotrudy) oraz ojcem Karola Wielkiego.

## Życiorys
Pepin dorastał w klasztorze w Saint-Denis. Po śmierci ojca został majordomem królestwa wraz z bratem Karlomanem. Objął Neustrię i Burgundię. Przeciwko władzy obu braci wystąpił trzeci syn Karola Młota Griffo, syn Swanhildy bawarskiej. Obaj bracia zamknęli jednak Griffona w zamku Chèvremont w pobliżu Liège. 15 sierpnia 747 roku Karloman zrezygnował z władzy i został mnichem w klasztorze na Monte Cassino. Pepin przejął faktycznie całą władzę w królestwie Franków.
Pepin dokonał zamachu stanu, detronizując króla Childeryka III i został konsekrowany na króla Franków przez świętego Bonifacego (w listopadzie lub podczas Bożego Narodzenia w 751 roku) jako pierwszy władca z dynastii Karolingów. Wcześniej od papieża Zachariasza otrzymał poparcie w formie rozporządzenia, by tytuły królewskie nadawano tym, którzy realnie sprawują władzę. Jego prawo do władzy pozostawało jednak wciąż dyskusyjne, dlatego zawarł sojusz z papiestwem, zaproponowany przez kolejnego papieża, Stefana II, który odwiedzał go dwukrotnie w Galii. Zalegalizował on jego władzę przez namaszczenie w bazylice Saint-Denis pod Paryżem w 754 r.
Był to akt niezwykłej wagi dla losów państwa papieskiego i stosunków państwo – kościół w następnych wiekach. Kościelne powiązania Karolingów sprzyjały formułowaniu idei o szczególnym posłannictwie Franków jako ludu bożego. Jednocześnie spotkanie Pepina ze Stefanem II dało początek rytualnym formom kontaktów wzajemnych, które z różnym nasileniem obowiązywały w Europie przez resztę średniowiecza.
Latem 754 roku w pierwszej wyprawie na Longobardów Pepin pokonał ich króla Aistulfa i zmusił do oddania papieżowi okręgu Rawenny. Jednak już w 756 roku Aistulf złamał pokój i napadł na papiestwo. Pepin po raz drugi przekroczył Alpy i pokonał Longobardów. Wsparł jednocześnie ideę utworzenia nowego państwa kościelnego – Patrimonium Sancti Petri (Ojcowizna Świętego Piotra) – które przetrwało aż do 1870 roku. Od tej chwili Karolingowie zajęli miejsce cesarzy bizantyńskich jako opiekunów Kościoła i wiary.
W latach 752–760, korzystając z przejściowej słabości Umajjadów i al-Andalus, prowadził kampanię przeciw Maurom, pozyskując dla Franków tereny po północnej stronie Pirenejów (Septymanię), w tym Narbonę (w 759 roku) oraz tereny obecnego Roussillon (760). W kampanii tej podporządkował także kwestionującą wcześniej zwierzchność Merowingów Akwitanię.
W 740 roku poślubił swoją kuzynkę, Bertradę z Laonu, córkę hrabiego Laon Heriberta (Chariberta). Pepin Krótki i Bertrada mieli trójkę dzieci: Karola Wielkiego (742 lub 747–814) i Karlomana (751–771), którzy zgodnie z wolą ojca podzielili państwo między siebie po jego śmierci. Ze związku tego urodziła się również córka Gizela, która została zakonnicą.
Miał dziewiętnaścioro dzieci: dziesięcioro z czterech małżeństw oraz dziewięcioro nieślubnych.